# Espiner rogenc
L'espiner rogenc (Phacellodomus ruber) és una espècie d'ocell de la família dels furnàrids (Furnariidae) que habita zones amb palmeres, matolls i herba, generalment a prop de l'aigua, al nord i est de Bolívia, Paraguai, centre i sud del Brasil i nord de l'Argentina.